# Eifersucht (Munch)
Eifersucht (norwegisch: Sjalusi) ist ein Gemälde des norwegischen Malers Edvard Munch aus dem Jahr 1895. Es gehört zu seinem Lebensfries, der Zusammenstellung seiner zentralen Werke über die Themen Leben, Liebe und Tod. Dargestellt ist eine Konstellation von drei Personen, die sich als Stanisław Przybyszewski, seine Ehefrau Dagny Juel und Munch selbst entschlüsseln lassen. Während das Liebespaar an das biblische Motiv des Sündenfalls erinnert, ist der eifersüchtige Ehemann frontal dem Betrachter zugewandt. Munch wiederholte das Thema der Eifersucht über all seine Schaffensperioden hinweg in einer zweistelligen Anzahl von Gemälden sowie mehreren Grafiken und Zeichnungen in unterschiedlichen Konstellationen und Szenerien.

## Bildbeschreibung
Die Komposition von Eifersucht zerfällt in zwei beinahe gleich große Hälften. In der linken ist das Liebespaar zu sehen, in der rechten ein eifersüchtiger Mann, der den Betrachter frontal anblickt. Sein fahles, auffallend weißliches Gesicht hebt sich stark vom Hintergrund ab, in dem der bräunliche Oberkörper und der dunkelgrüne Hintergrund, der zur Mitte hin die Konturen eines Laubwerks zeigt, zu einer einheitlich dunklen Fläche verschmelzen. Die Haare des Mannes sind rötlich-braun, sein Spitzbart sticht durch den stärkeren Rotanteil hervor, seine Körperhaltung ist eingesunken, das Kinn unter den Schultern. Der Himmel ist laut Werner Hofmann „bleichgelb und schwer“. Links unterteilt eine gelbe Wand das Motiv noch einmal vertikal. Vor ihr wächst eine rote Blume, die Arne Eggum als Blutblume ausmacht.
In der Mitte der Figurenkonstellation befindet sich eine blonde Frau, die einen leuchtend roten Umhang trägt, der vorne geöffnet ist und ihren nackten Körper entblößt. Laut Werner Hofmann gleicht sie „einer Frucht, deren Schale verlockend aufklafft“. Tatsächlich greift ihre rechte Hand nach der roten Frucht eines Baumes, während ihre andere Hand hinter dem Rücken verborgen bleibt. Neben ihr, der Frau zugewandt und damit vom Betrachter abgewandt im Profil, steht ein Mann, dessen Anzug dieselbe bräunliche Farbe hat wie derjenige des anderen Mannes. Allerdings wird er von einem roten Pinselstrich umrahmt. Die Gesichter des Paares sind lediglich rötliche Farbflecke ohne Gesichtszüge und individuelle Merkmale. Eine Locke des Haares der Frau berührt ihren Liebhaber.

## Biografischer Hintergrund

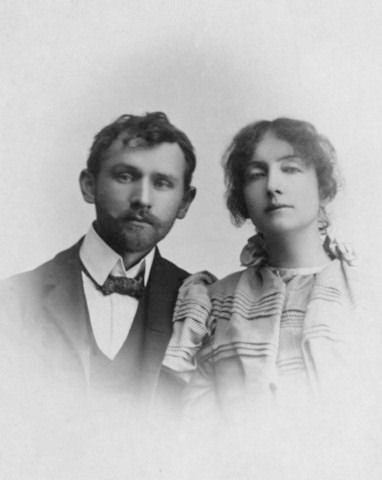
Stanisław Przybyszewski und Dagny Juel auf einer Fotografie, 1897/98

Munchs Gemälde Eifersucht aus dem Jahr 1895 gilt allgemein als Darstellung der Dreiecksbeziehung zwischen dem polnischen Schriftsteller Stanisław Przybyszewski, dessen Ehefrau, der norwegischen Schriftstellerin Dagny Juel, und Edvard Munchs selbst. Zu dieser Annahme hat insbesondere die Ähnlichkeit Przybyszewskis zu dem Gesicht im Vordergrund mit slavischen Zügen beigetragen. Munch, Przybyszewski und Juel gehörten zu der Künstler-Bohème, die sich Anfang der 1890er Jahre in Berlin um das Lokal Zum schwarzen Ferkel gebildet hatte. Nicht nur Przybyszewski, auch August Strindberg und Munch selbst warben um die junge Norwegerin, die sich den Ruf einer femme fatale erwarb. Von allen drei Freunden malte Munch Porträts, von Dagny Juel wird angenommen, dass sie auch das Modell seines mehrfach wiederholten Motivs Madonna war.

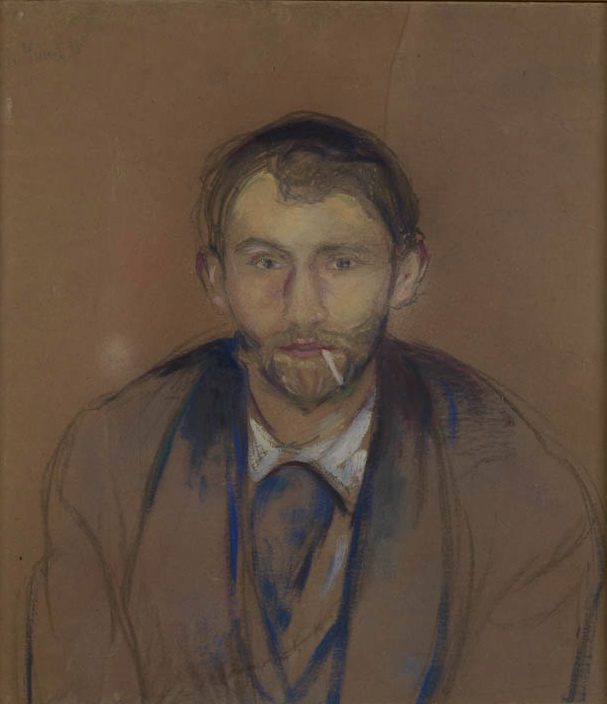
Stanisław Przybyszewski, 1895, 62,5 × 55,5 cm, Munch-Museum Oslo
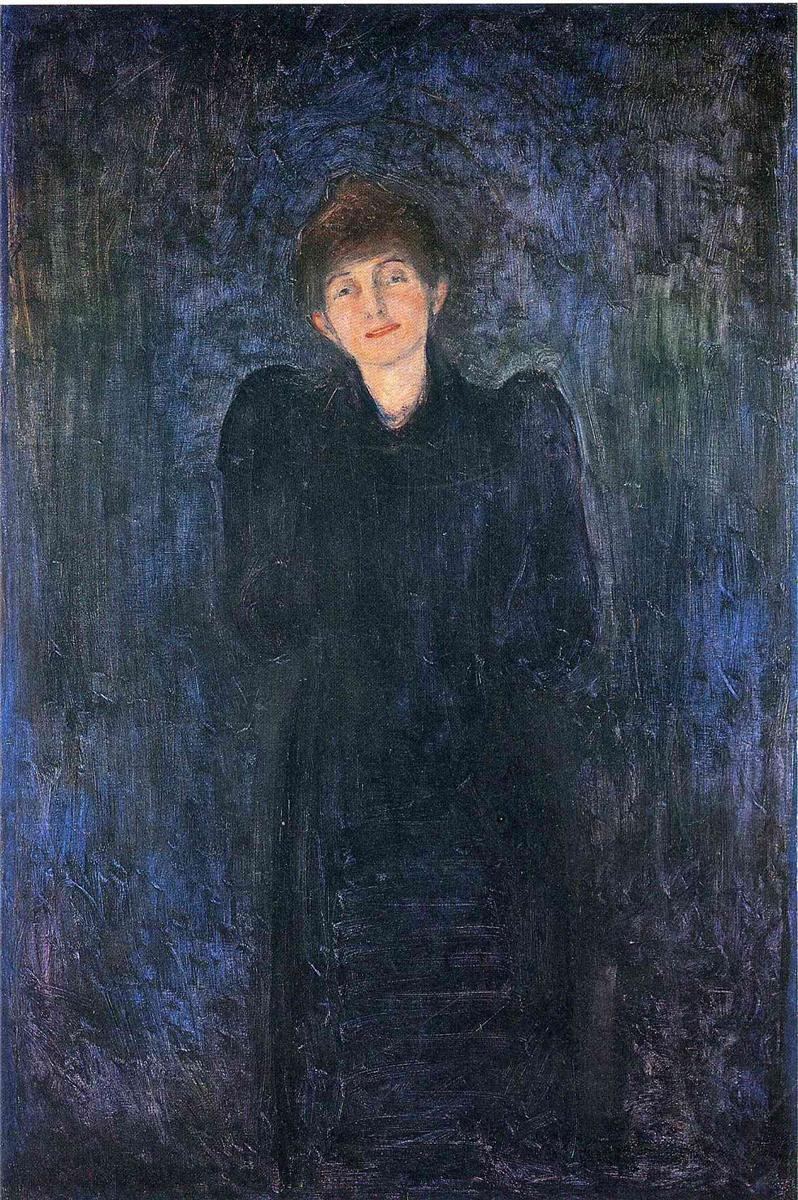
Dagny Juel Przybyszewska, 1893, 158 × 112 cm, Munch-Museum Oslo
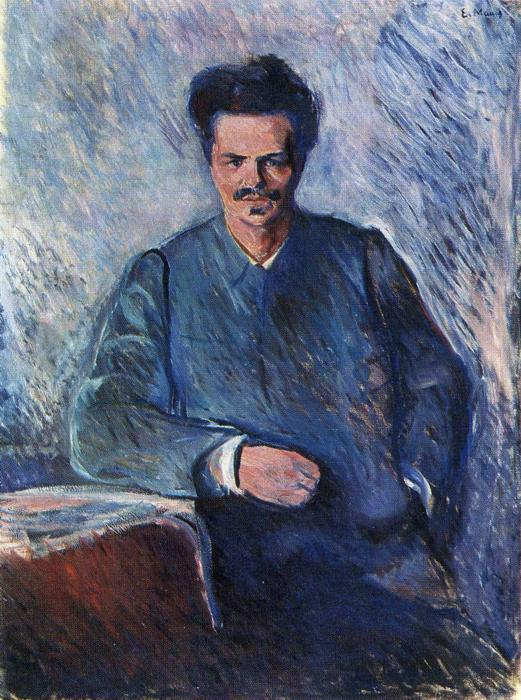
August Strindberg, 1892, 122 × 91 cm, Moderna Museet Stockholm
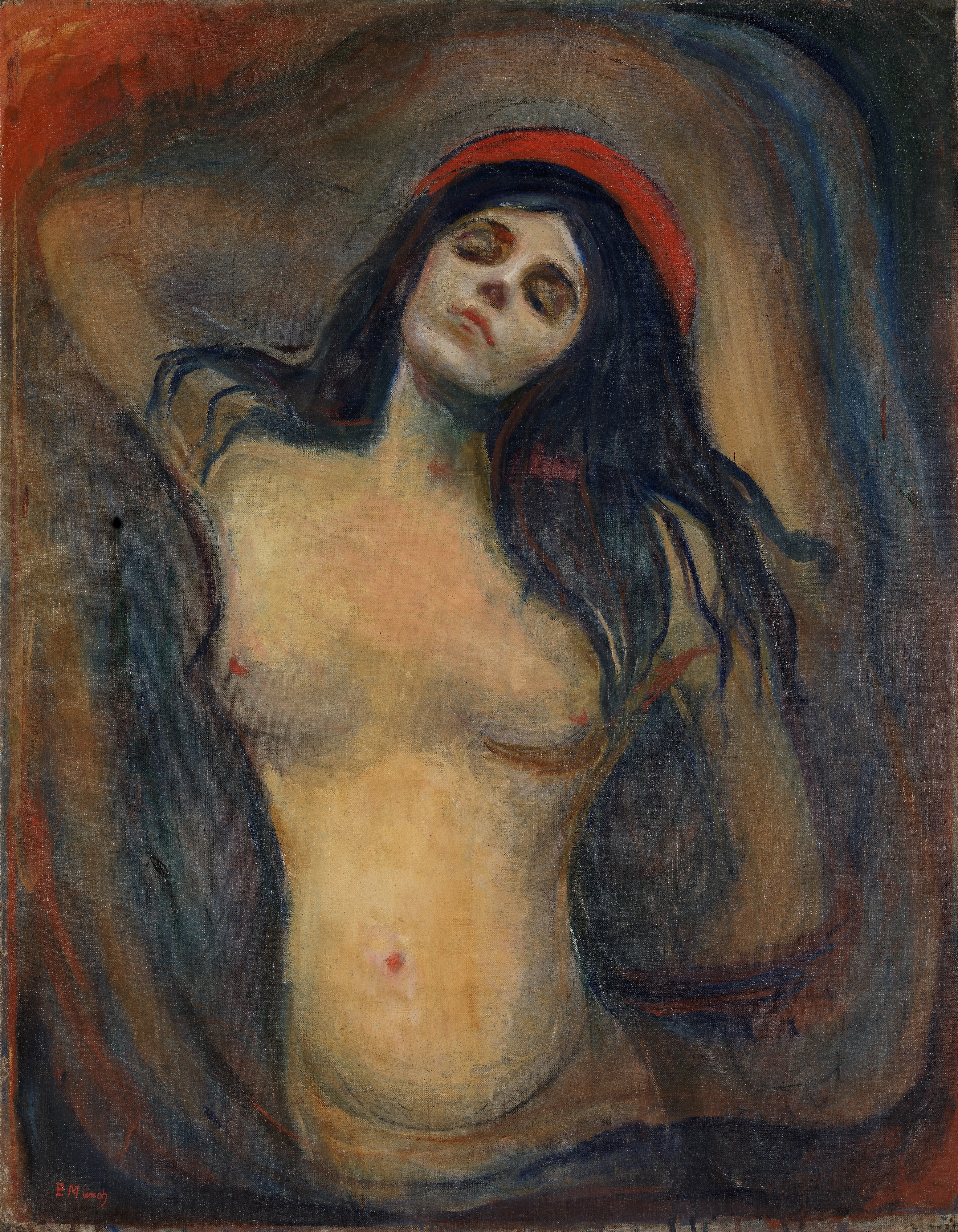
Madonna, 1894/95, 90,5 × 70,5 cm, Norwegische Nationalgalerie Oslo

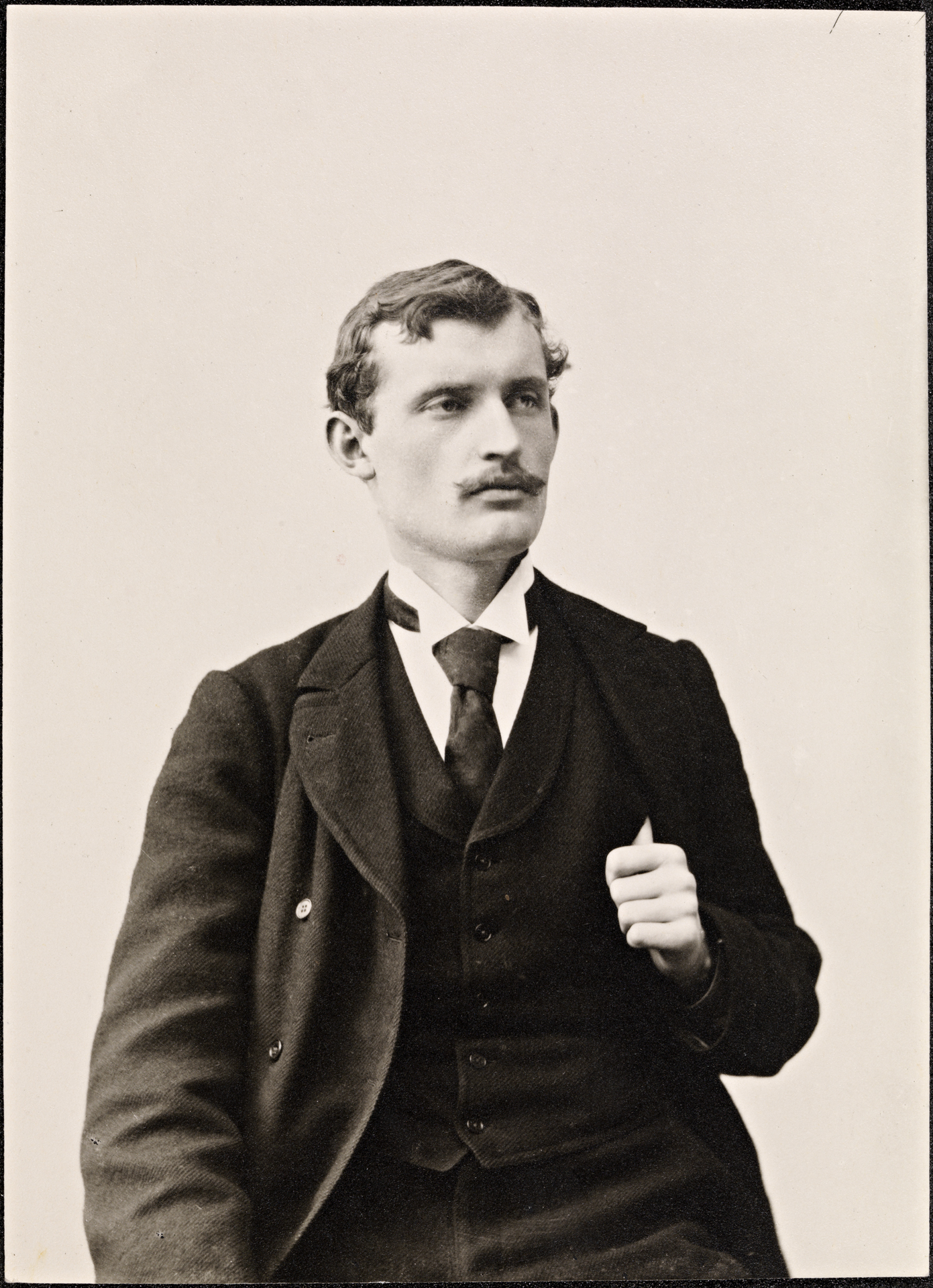
Edvard Munch, ca. 1889

Auch nach ihrer Heirat im Jahr 1893 lebten Przybyszewski und Dagny Juel eine offene Beziehung, in der sie zahlreiche außereheliche Affären hatte. Arne Eggum nimmt dazu an, dass Przybyszewski eine masochistische Veranlagung besaß und seine Frau als Vorlage für seine literarischen Werke benutzte, die sich gerade häufig um das Thema Eifersucht drehten. Munch beschrieb die erotische Spannung, die an manchen Abend im Schwarzen Ferkel herrschte: „Ich verstehe nicht, daß meine Nerven standhielten. Ich saß da am Tisch und konnte kein Wort reden. Strindberg redete. Ich dachte die ganze Zeit: Merkt denn ihr Gatte auch rein gar nichts? Zuerst wird er wahrscheinlich grün werden und nachher wütend.“ Zwar ist unbekannt, wie eng die Beziehung zwischen Munch und Dagny Juel wirklich war, doch hatte er in späteren Jahren sein Gemälde von ihr über seinem Bett hängen.
Von einer Ausstellung des Bildes Eifersucht überlieferte Munch die Anekdote: „Ich habe einige Bilder von diesen Leuten gemalt, unter anderen eines, das ich ‚Eifersucht‘ nannte. Es ist das Bild mit dem grünen Gesicht im Vordergrund und einem Mann, der eine nackte Frau betrachtet. Ich war nach Paris gereist, um dort eine Ausstellung zu veranstalten. Dann kamen sie angerückt, und ich mußte mit meinen Bildern abreisen, denn es waren eben die beiden, die ich gemalt hatte, ihn grün und sie nackt. Aus der Ausstellung in Paris wurde nichts […] Diese Frauenzimmergeschichte hat mir vieles verdorben.“
Als Przybyszewskis Antwort auf Munchs Gemälde kann sein Schlüsselroman Über Bord gelesen werden, der Anfang 1896 erschien. Er schildert darin die Rivalität zwischen zwei Männern um eine Frau, wobei Munch unverkennbar als Przybyszewskis Nebenbuhler dargestellt wird. Im Roman ist es Munch, der eifersüchtig ist und nicht verwinden kann, dass Przybyszewski Dagny Juel erobert, so dass er sich am Ende das Leben nimmt. In der Realität nahm Dagny Juels Leben ein gewaltsames Ende. Sie wurde 1901 in Tiflis von einem Liebhaber erschossen, ehe dieser sich selbst umbrachte. Munch reagierte auf diese Nachricht mit der Radierung Totes Liebespaar aus demselben Jahr.

Totes Liebespaar, Radierung, 1901, 14,8 × 19,9 cm, Thielska galleriet, Stockholm

## Interpretation

### Sinnbild der Eifersucht
Für Arne Eggum weist Munchs Motiv über den direkten biografischen Hintergrund hinaus zu einem allgemeinen Sinnbild über die Eifersucht, mit dem der Maler „diesem menschlichen Gefühl allgemeingültige Züge verlieh“. Dies tat er nicht mit Komik, wie es traditionell beim Sujet des gehörnten Ehemanns der Fall ist, sondern mit einem Todernst, der sich auf den Betrachter überträgt. Dabei hat insbesondere die Frontalität des Eifersüchtigen die Funktion, den Ausdruck zu verstärken. Erste Skizzen zu dem Motiv fertigte Munch bereits im Winter 1891/92 an und damit vor den Kontakten zur Szene des Schwarzen Ferkels. Sie haben also länger zurückliegende Wurzeln in Munchs Erfahrung. Eggum verweist insbesondere auf Symbole wie das weibliche Haar, das nach dem Mann greift (siehe auch Vampir (Munch)#Frauenhaar als Symbol), oder die Blutblume, die Munch in vielen anderen Bildern zum Thema Liebe und Liebesleid umgesetzt hat, so in Anziehung, Loslösung und Blume des Schmerzes. Für Ingebjørg Ydstie kann Eifersucht nicht ohne den Kontext des Lebensfrieses gedeutet werden: als ein Gefühl, das ein essentieller Teil der Liebe ist. Munch selbst formulierte: „Der mystische Blick des Eifersüchtigen In diesen beiden stechenden Augen sind wie in Kristall viele Spiegelbilder konzentriert. – Der Blick ist forschend interessiert voll Haß und liebevoll Eine Essenz von ihr die sie alle gemeinsam haben.“

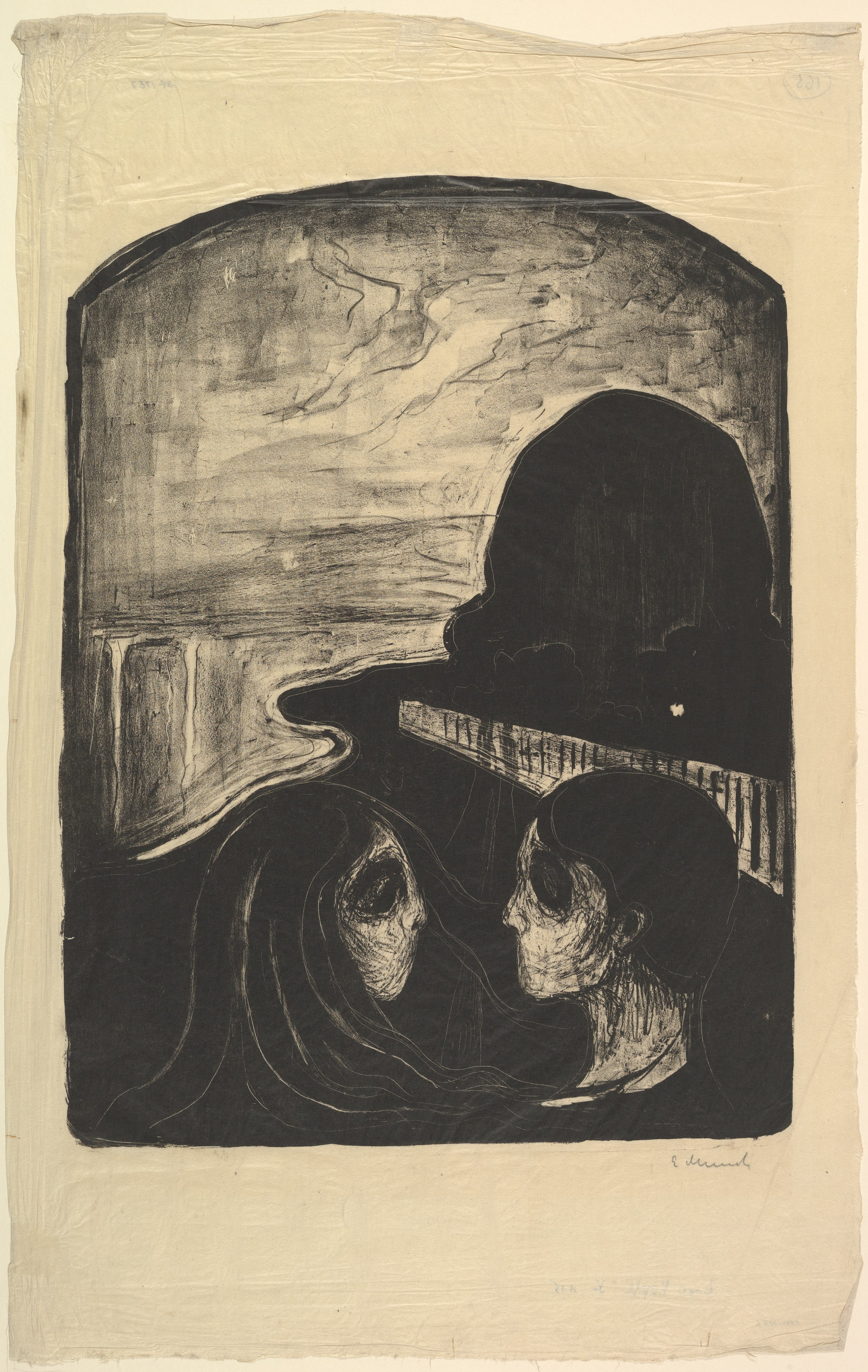
Anziehung, Lithografie, 1896, 45,1 × 35,1 cm, Metropolitan Museum of Art New York
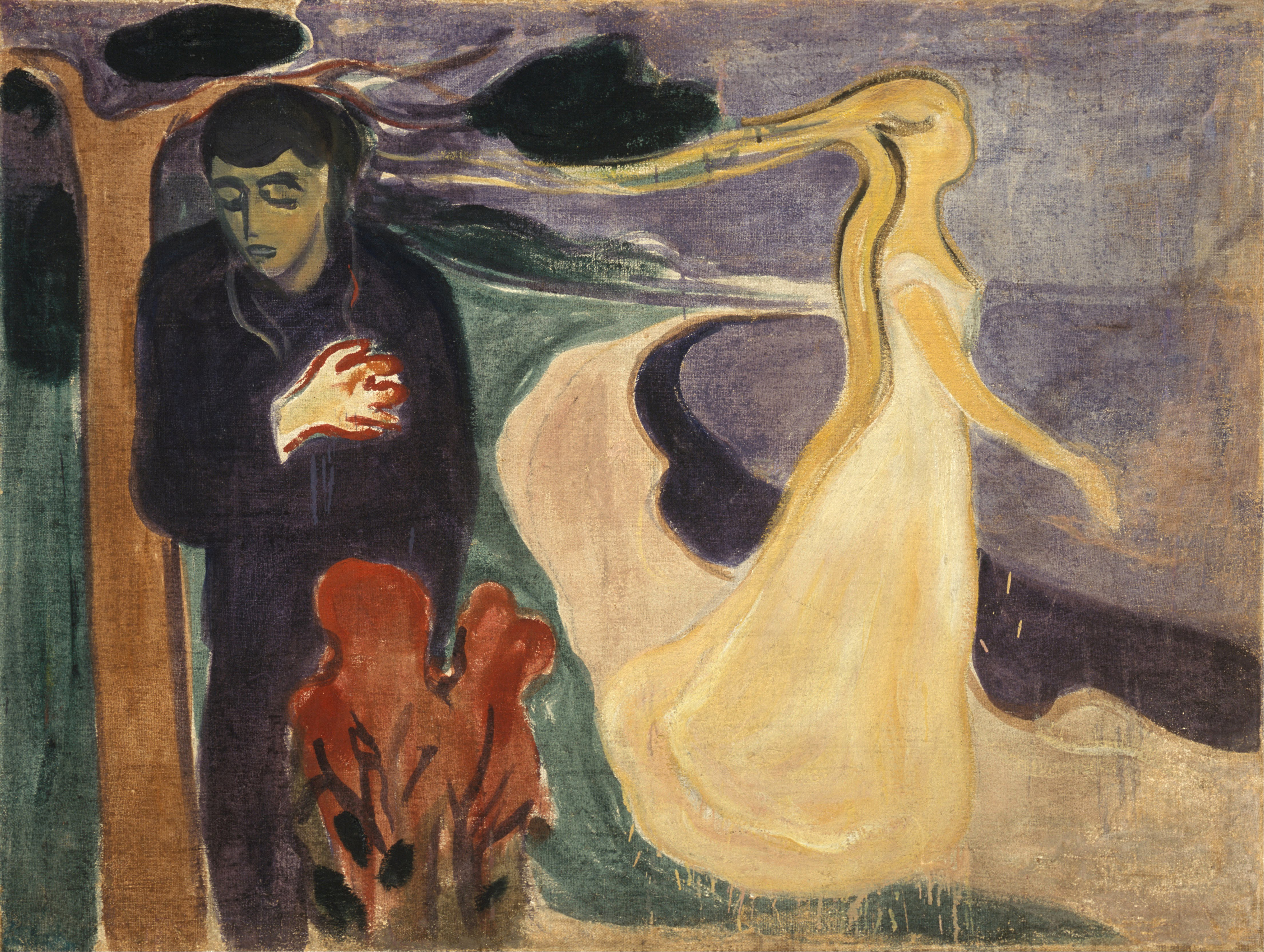
Loslösung, 1896, 96,5 × 127 cm, Munch-Museum Oslo
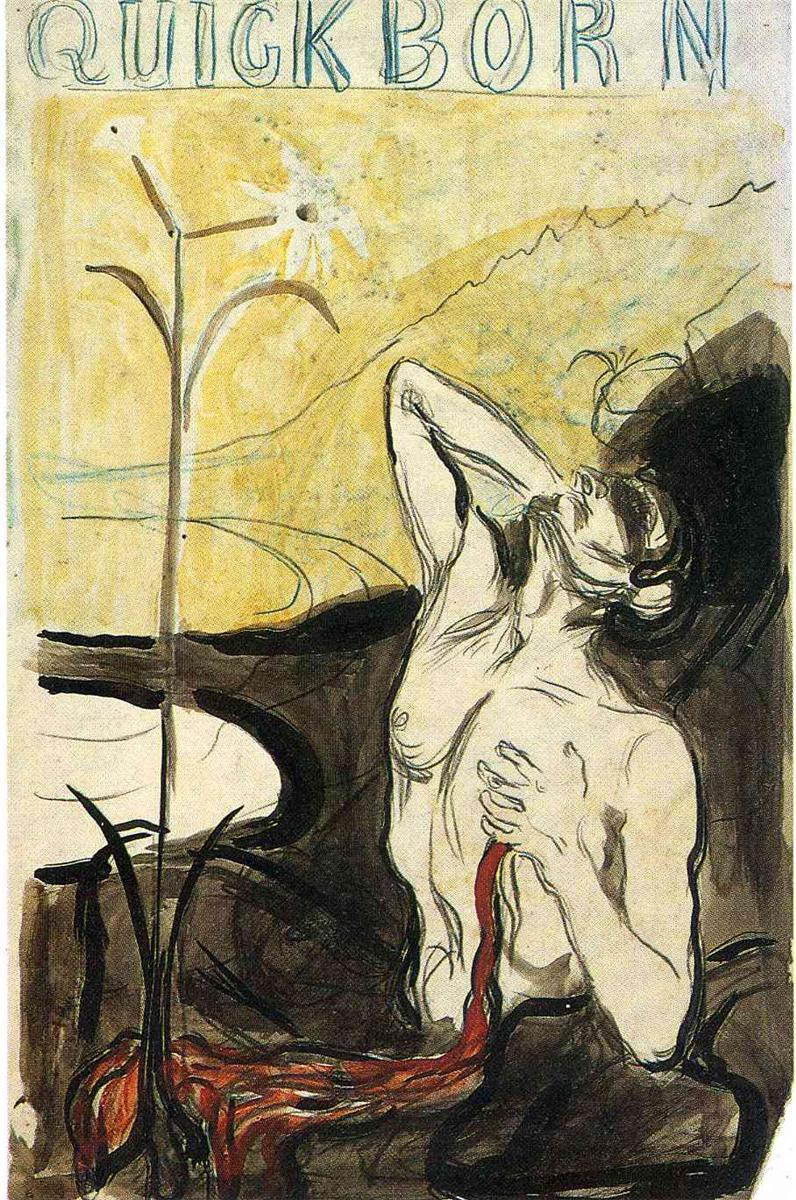
Blume des Schmerzes, Tuschezeichnung, 50,2 × 32,9 cm, Munch-Museum Oslo

### Sündenfall
Offensichtlich ist für Arne Eggum auch der biblische Bezug der Szenerie: Das Liebespaar erinnert an Adam und Eva im Garten Eden. Die Frau pflückt eine Frucht vom Baum der Erkenntnis, ihren halbbekleideten Zustand deutet er in diesem Sinne als das Anlegen der Kleidung nach der schamhaften Reaktion auf die Erkenntnis der Nacktheit. Die Gestalt im Vordergrund ist nach dieser Deutung nicht nur ein eifersüchtiger Ehemann, sondern Gott selbst, der zum Zeugen des Sündenfalls wird. In Ingebjørg Ydstie weckt der Männerkopf hingegen eher Assoziationen an Satan als an den alttestamentarischen Gott. Die Szene wird für sie zu einer „Travestie der heiligen Schrift“, und ein Grund für die Wahl Przybyszewskis als Männerkopf könnte auch in dessen Hinwendung zum Satanismus zu sehen sein.

## Andere Versionen der Thematik
Der Catalogue raisonné von Gerd Woll listet insgesamt zwölf Gemälde mit dem Titel oder Titelbestandteil Eifersucht auf, die zwischen 1895 und 1935 entstanden sind, siehe die Liste der Gemälde von Edvard Munch. Die späteren Fassungen wiederholen die Thematik des ersten Gemäldes in unterschiedlichen Konstellationen und Szenerien. So trägt ein zwischen 1898 und 1900 gemaltes Bild den Zusatz Eifersucht im Bad, zwei weitere aus den Jahren 1929/30 den Titel Eifersucht im Garten. Auch die zwischen 1919 und 1921 bearbeitete Motivserie Der Maler und sein Modell verknüpfte Munch in einem Bild mit dem Eifersuchtsthema.

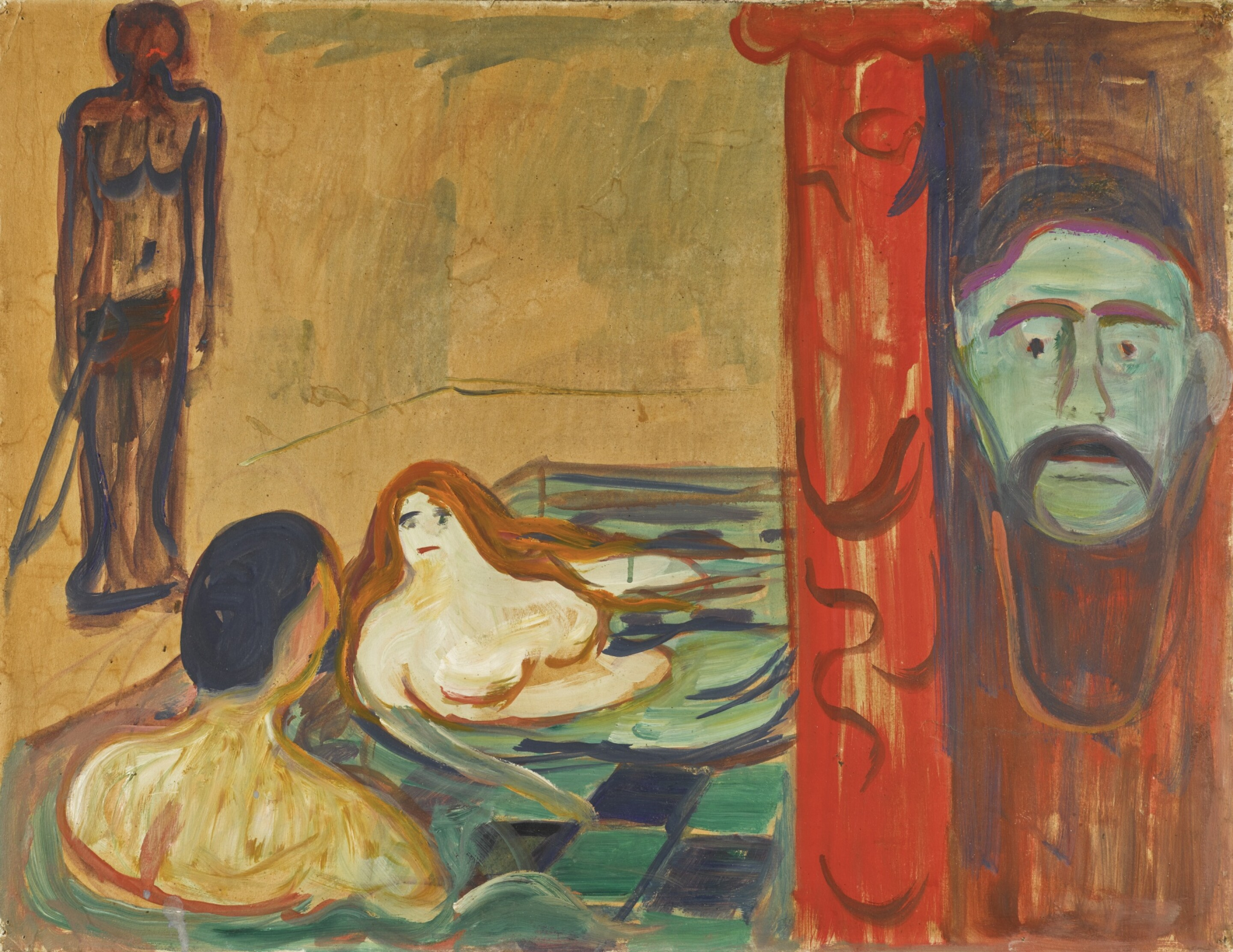
Eifersucht im Bad, 1898–1900, 49,6 × 65,4 cm, Privatbesitz
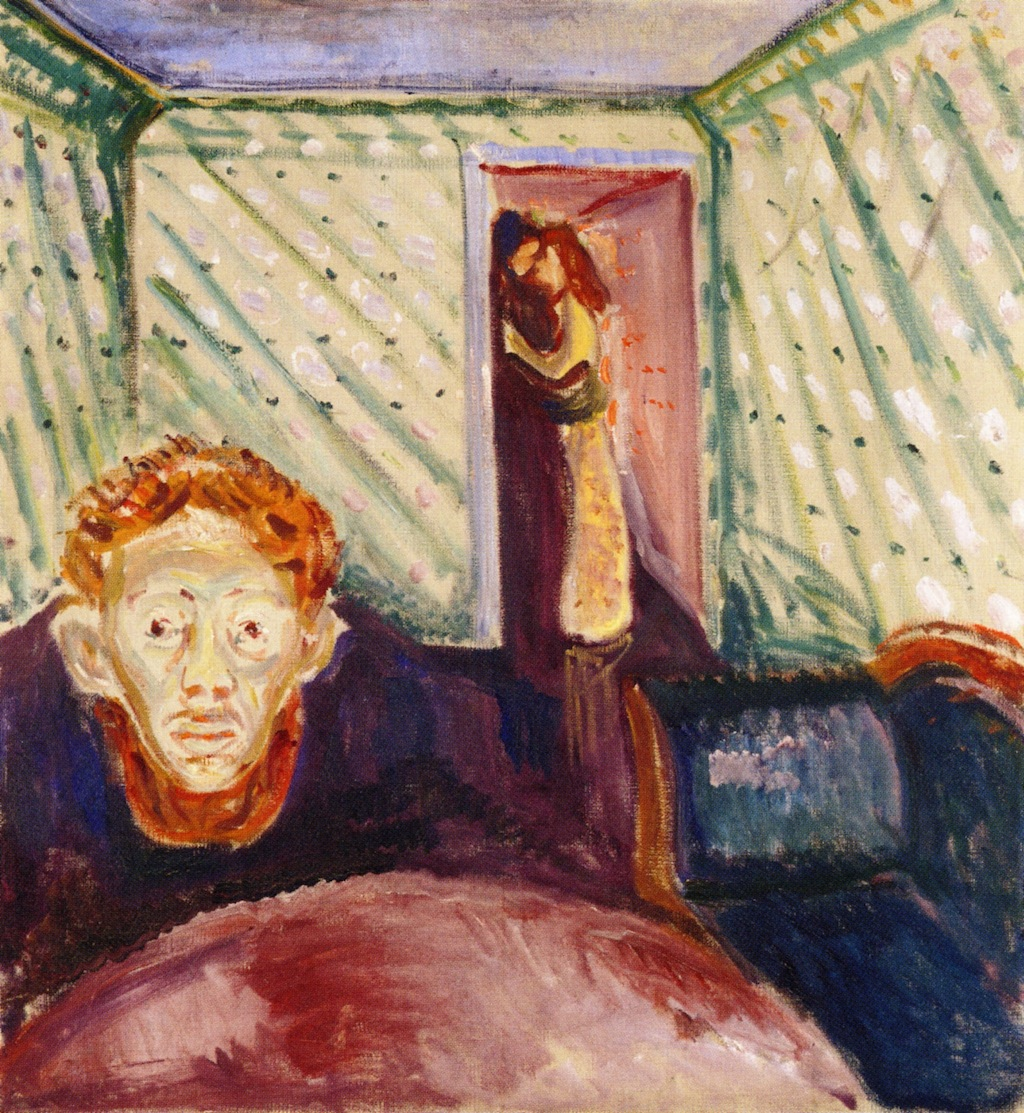
Eifersucht, 1907, 89 × 82,5 cm, Munch-Museum Oslo
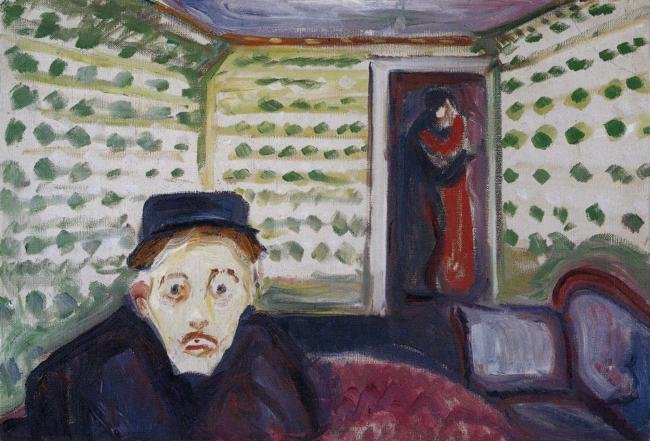
Eifersucht, 1907, 57,5 × 84,5 cm, Munch-Museum Oslo
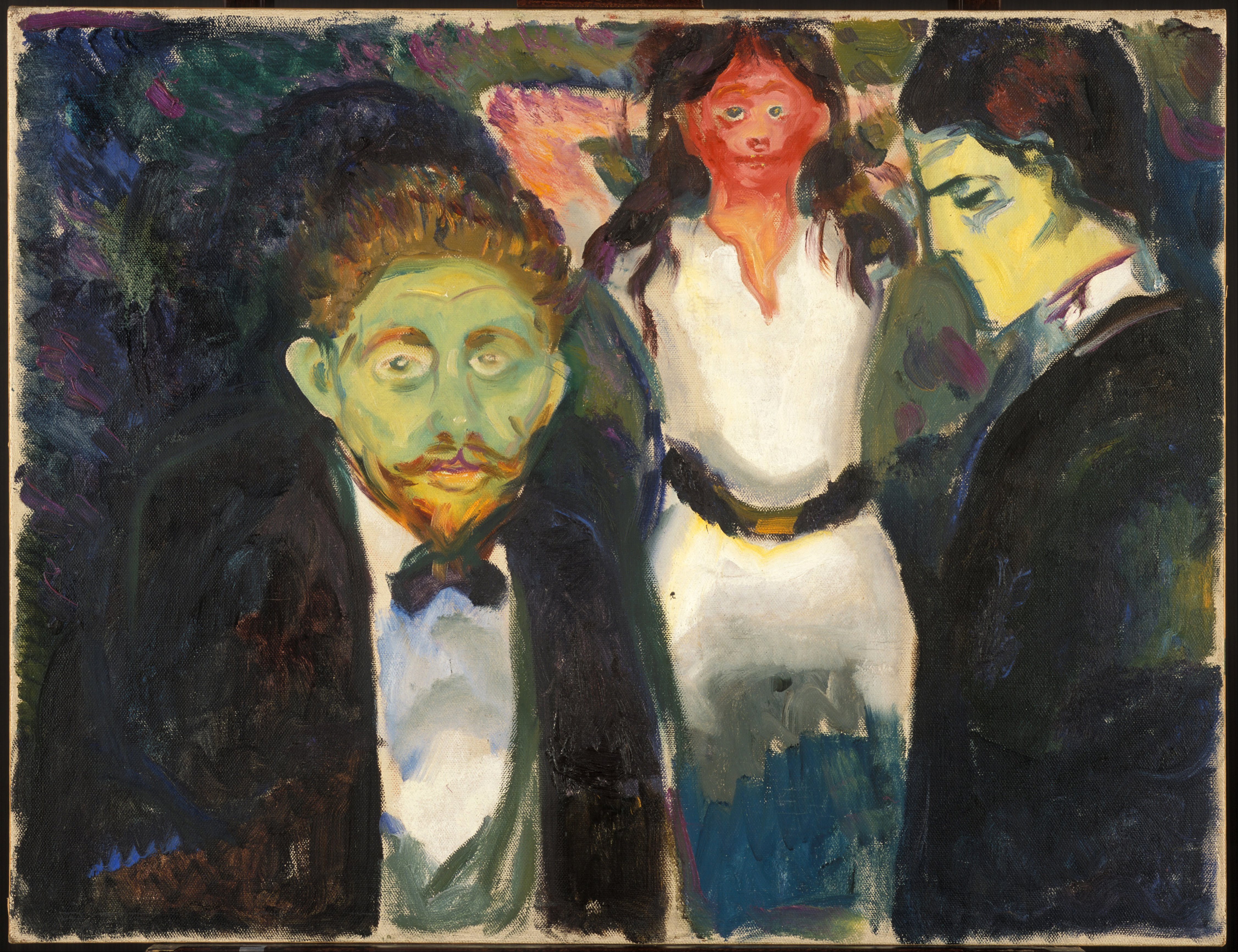
Eifersucht, 1907, 75 × 98 cm, Munch-Museum Oslo
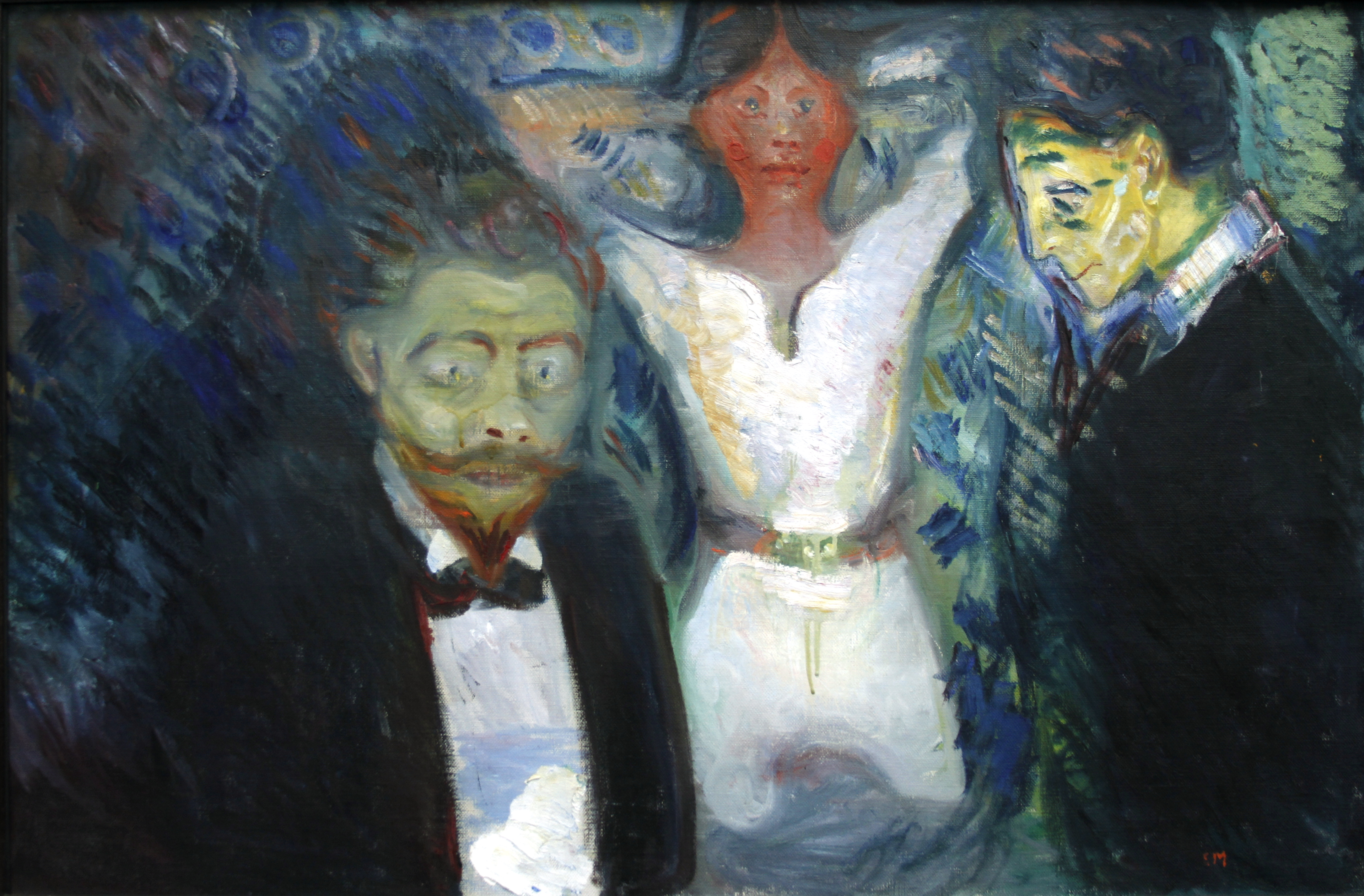
Eifersucht, 1913, 85 × 130 cm, Städelsches Kunstinstitut, Frankfurt am Main
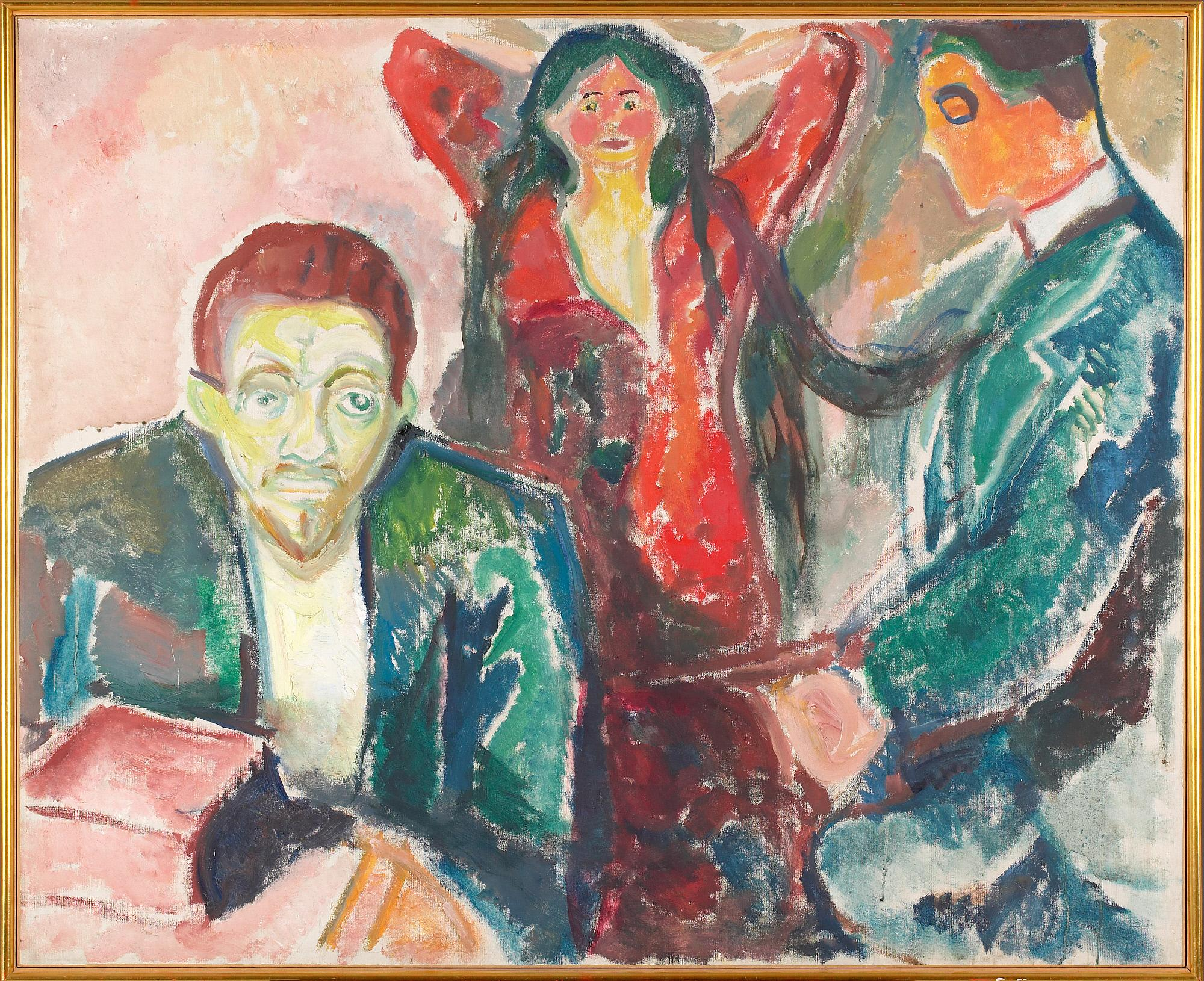
Eifersucht, 1913–15, 109,5 × 135 cm, Munch-Museum Oslo
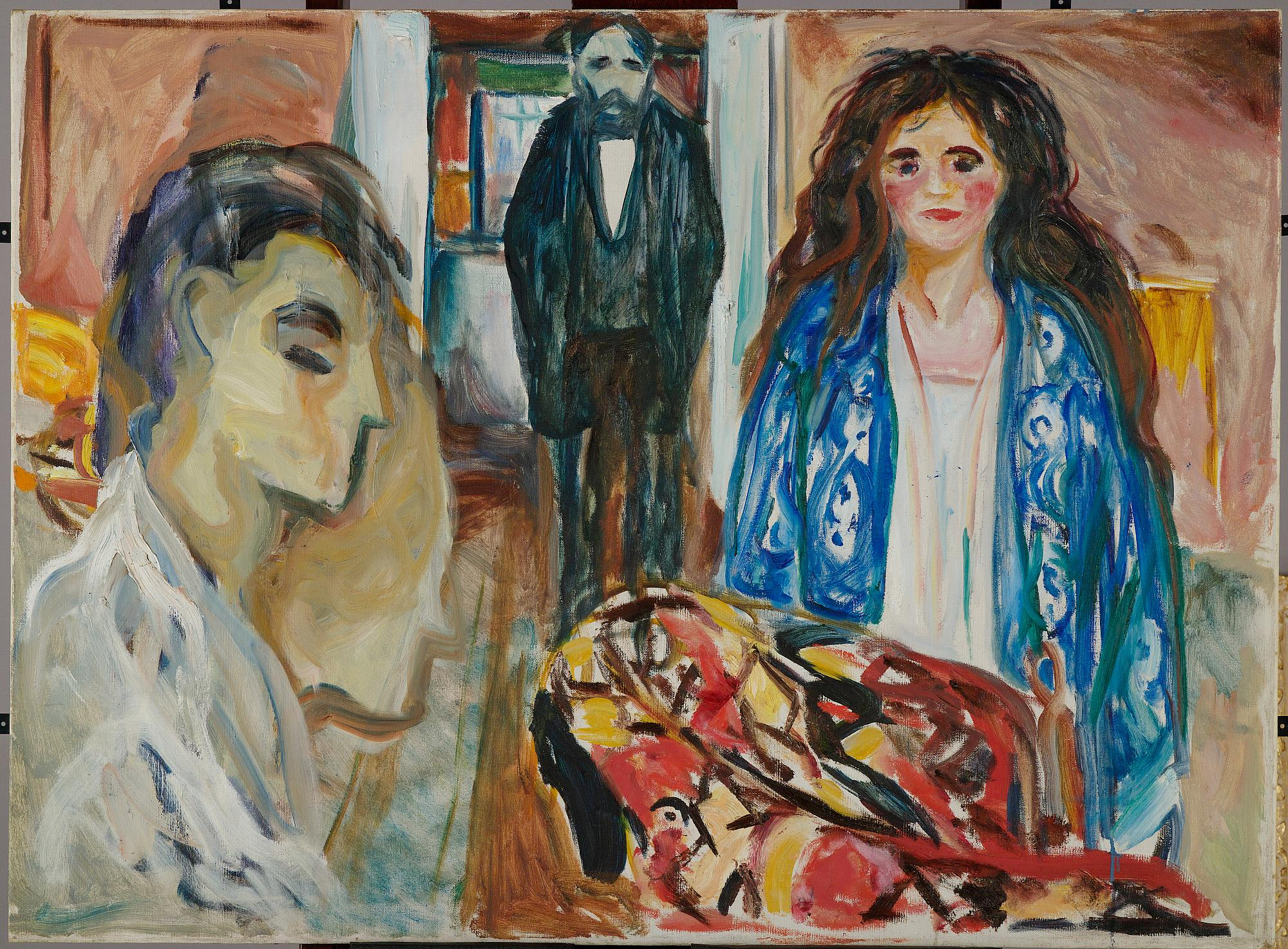
Der Maler und sein Modell. Eifersuchts-Thema, 1919–21, 85,5 × 115,5 cm, Munch-Museum Oslo
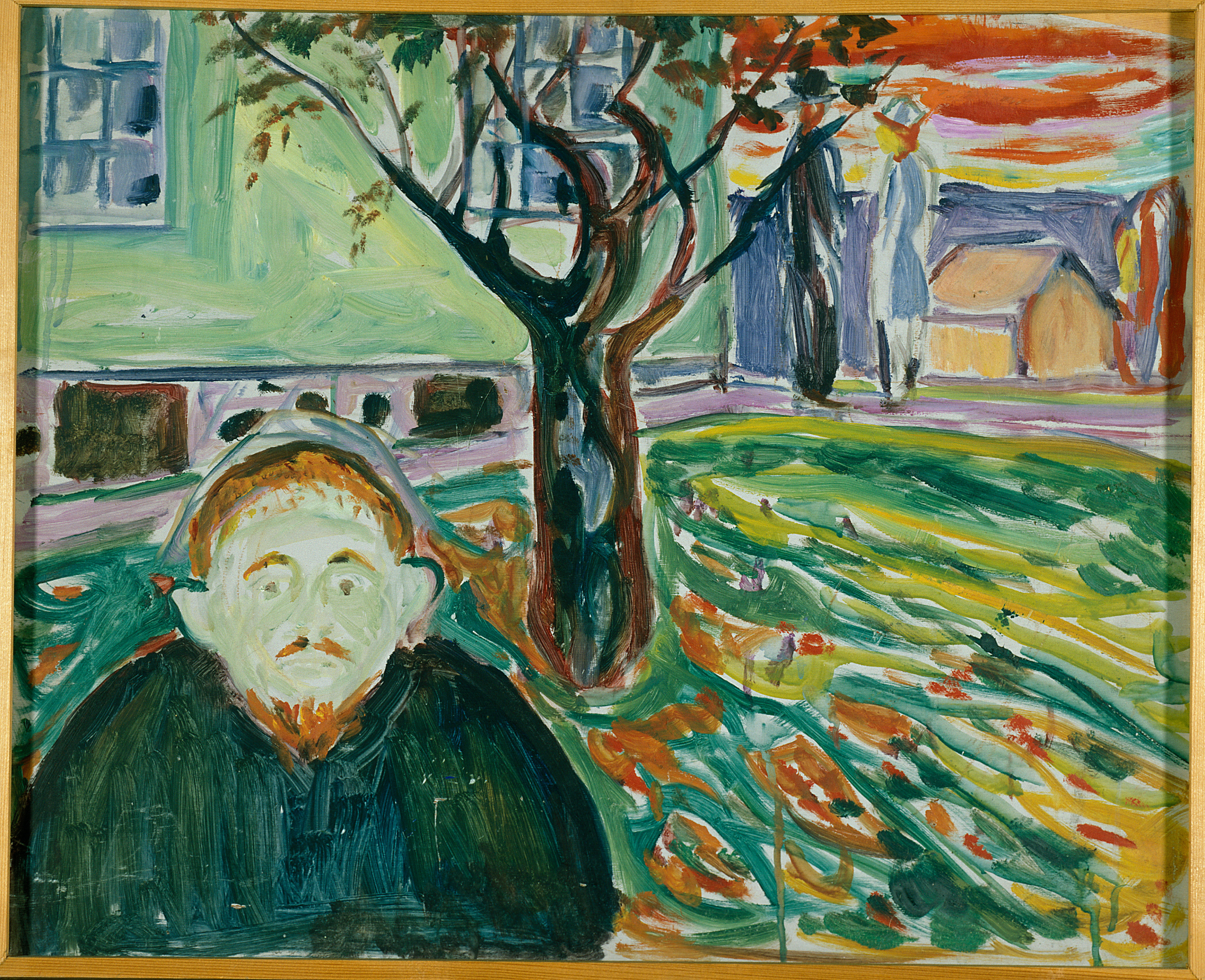
Eifersucht im Garten, 1929–30, 50 × 61 cm, Munch-Museum Oslo
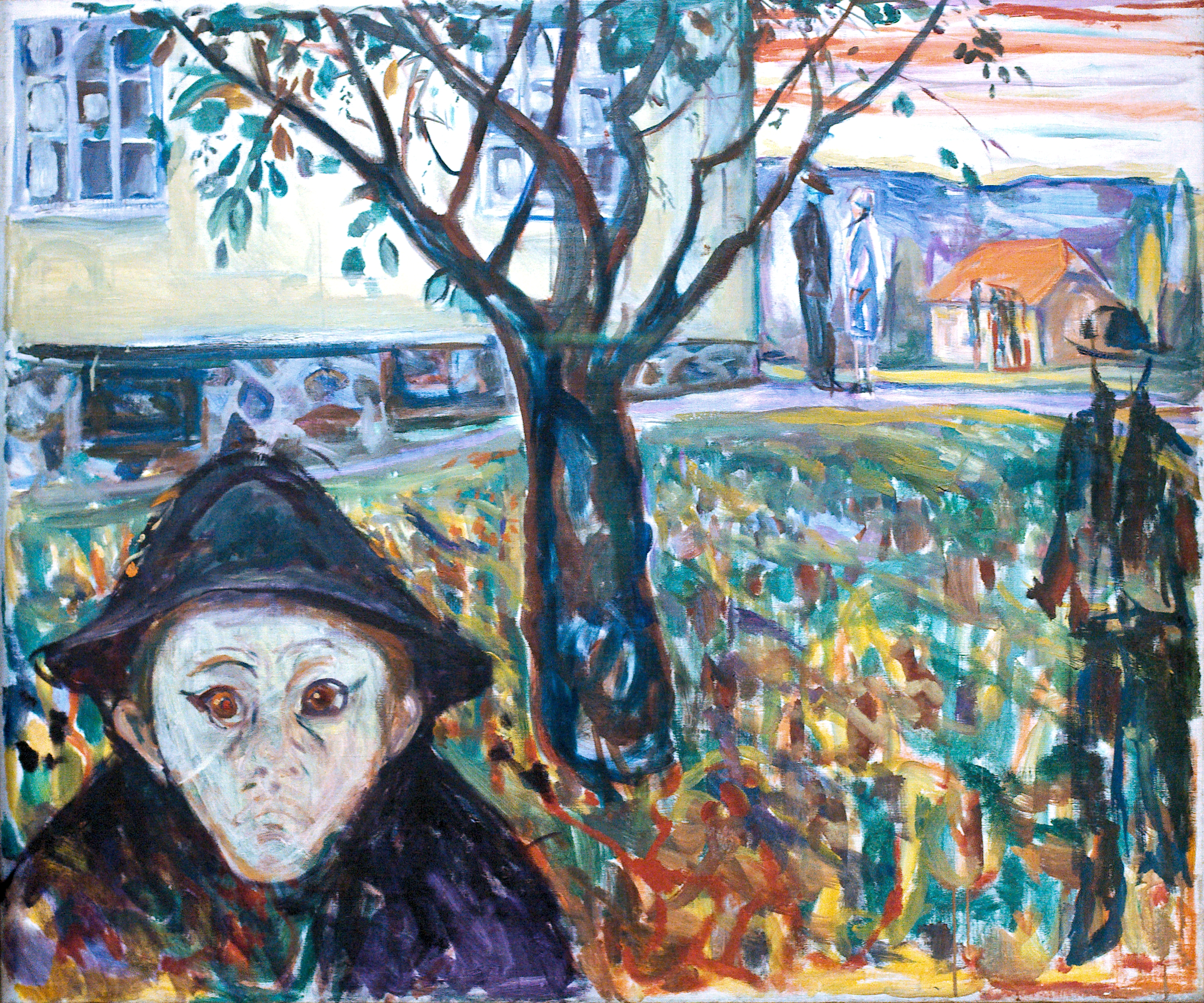
Eifersucht im Garten, 1929–30, 100 × 120 cm, Munch-Museum Oslo
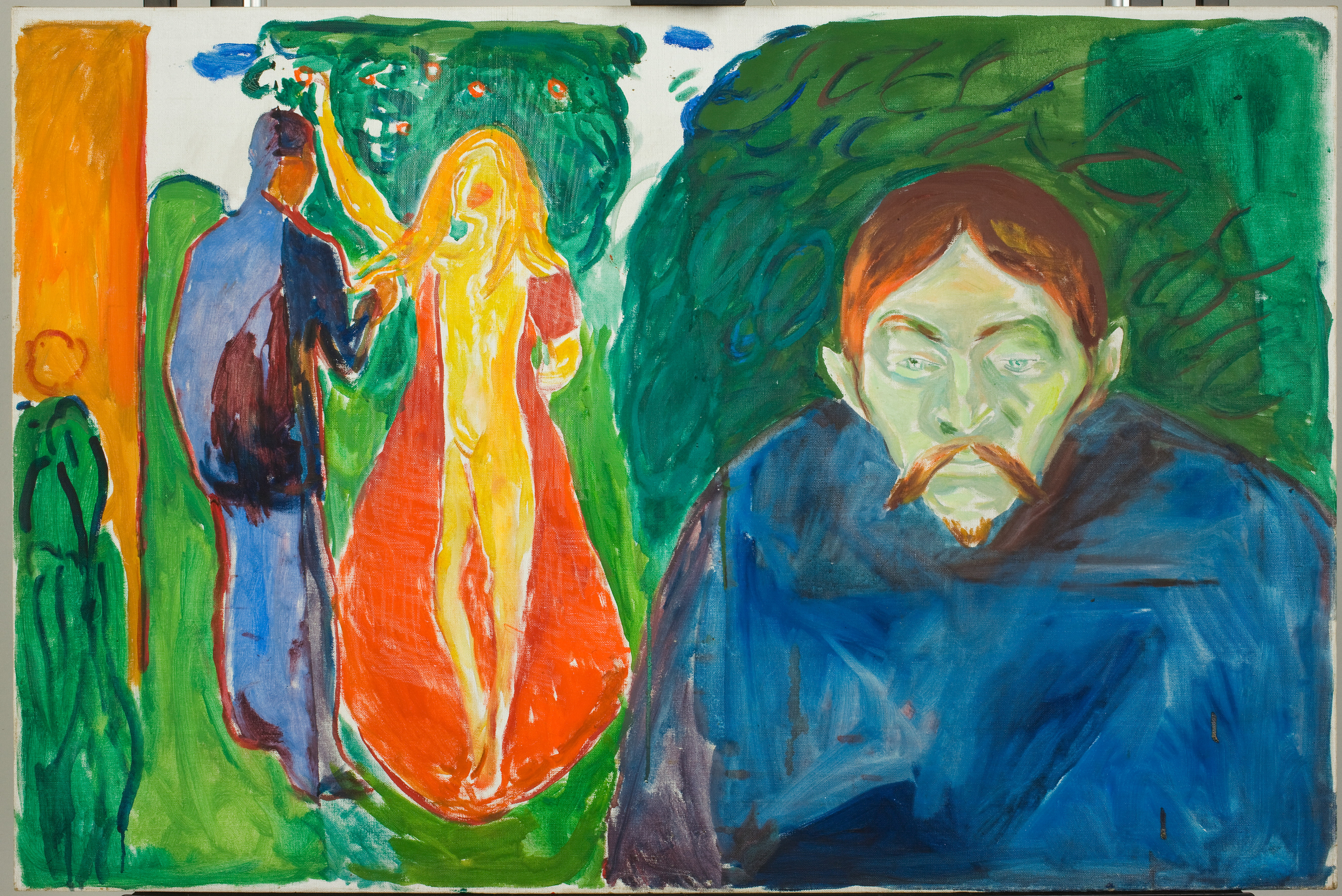
Eifersucht, 1933–35, 78 × 117 cm, Munch-Museum Oslo

1896 fertigte Munch zwei Lithografien des Gemäldemotivs von 1895 an. Zu den Motiven von 1907 und 1913 mit der weiß gekleideten Frau im Zentrum entstand 1914 eine Radierung. Zwei Lithografien von 1930 nehmen das Motiv Eifersucht im Garten auf. In den verschiedenen Variationen findet man immer unterschiedliche eifersüchtige Männer, die jedoch eines gemeinsam haben: sie starren vor sich hin und haben die Szene des Liebespaars vor ihrem inneren Auge. Auch die Frauenfigur löst sich vom Vorbild Dagny Juels hin zum allgemeinen Typus einer starken, selbstbewussten Frauenfigur, die auf Munch gleichzeitig anziehend wie einschüchternd gewirkt hat.

Eifersucht I, Lithografie, 1896, 32,6 × 45,6 cm, Thielska galleriet, Stockholm
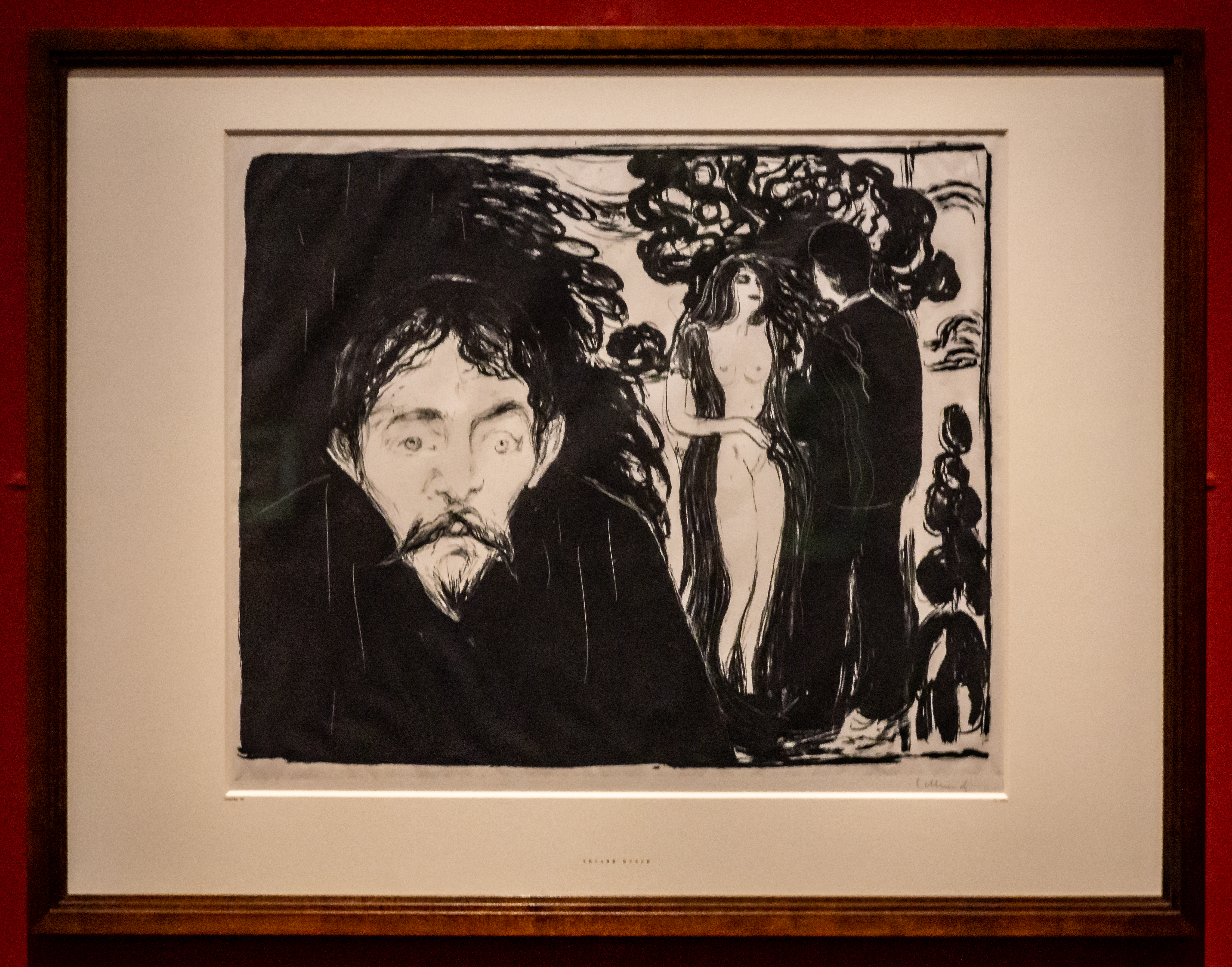
Eifersucht II, Lithografie, 1896, 47,6 × 57,3 cm, Kupferstichkabinett Berlin
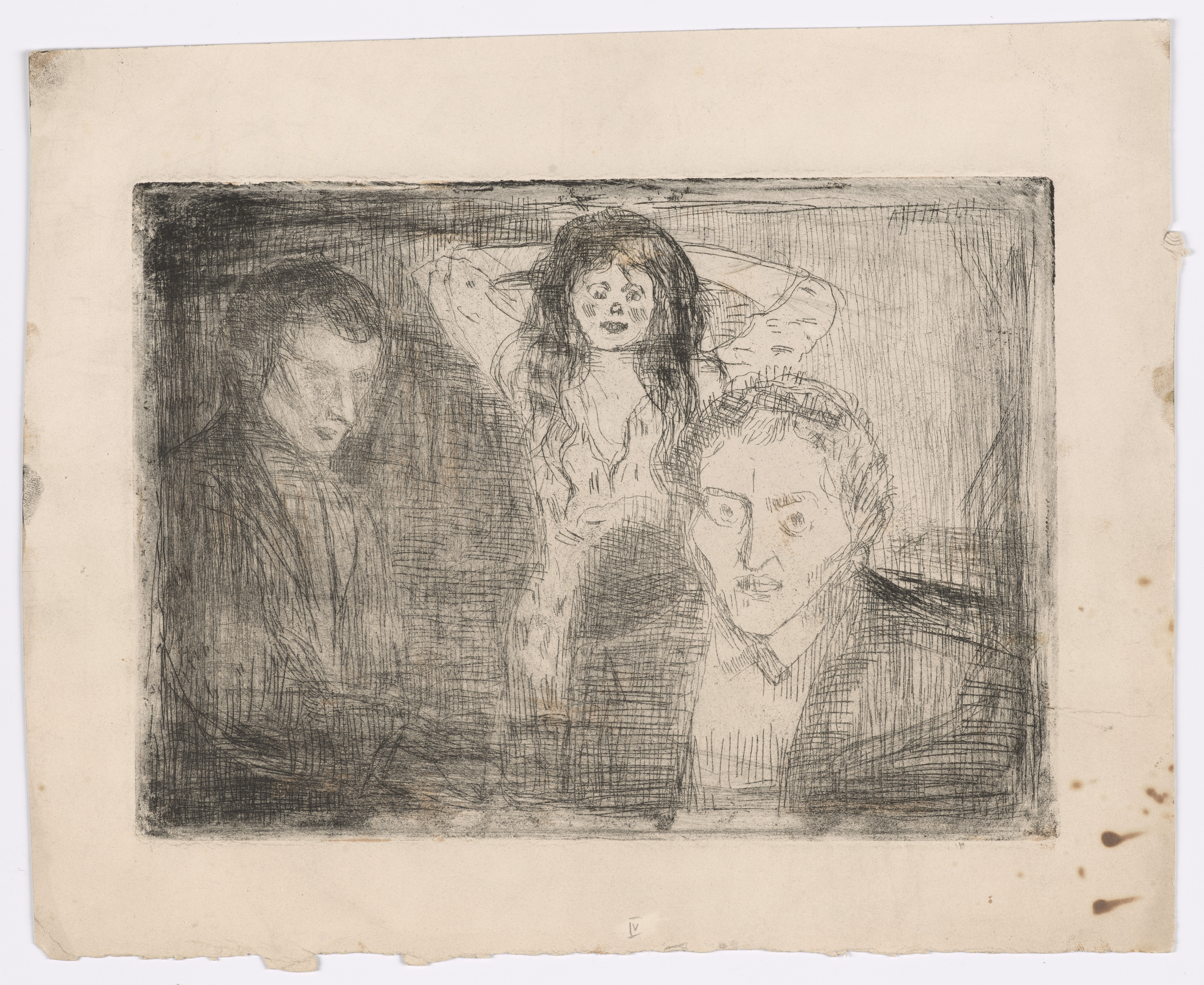
Eifersucht, Radierung, 1914, 20,0 × 27,7 cm, Munch-Museum Oslo
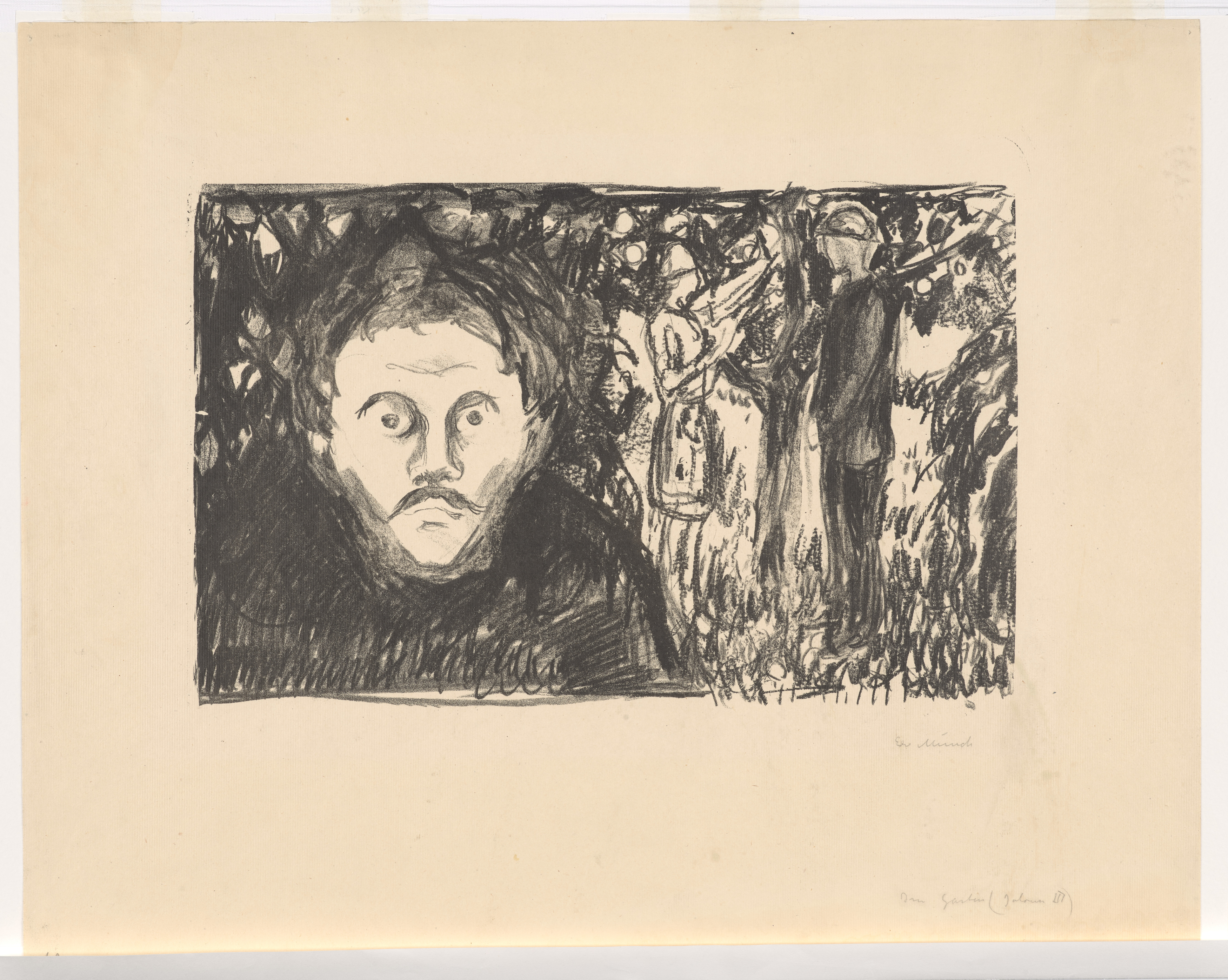
Eifersucht III, Lithografie, 1930, 26,5 × 41,8 cm, Munch-Museum Oslo
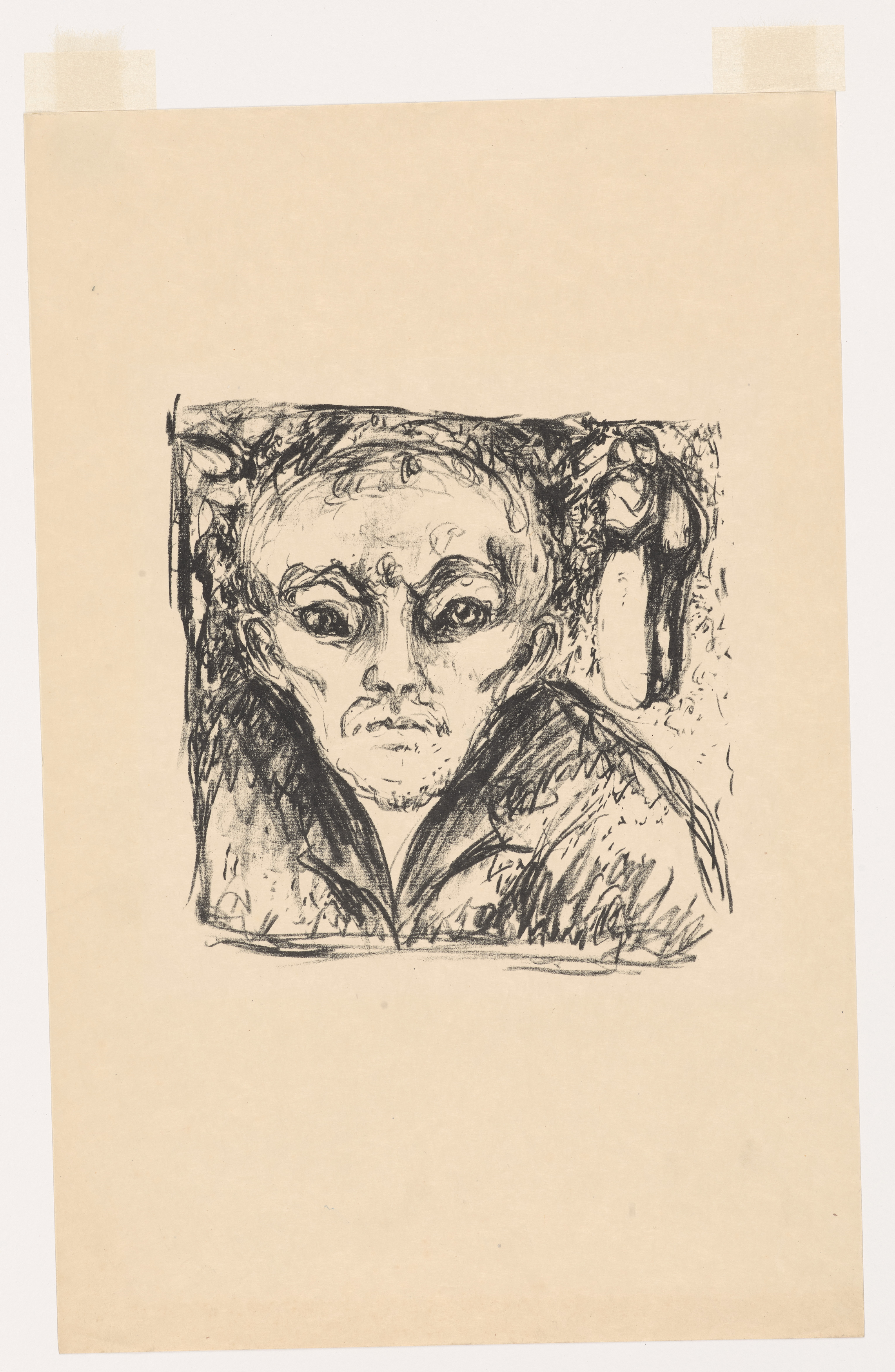
Eifersucht IV, Lithografie, 1930, 23,3 × 22,5 cm, Munch-Museum Oslo

In einem Motivstrang mit den Titeln Drei Gesichter oder Tragödie verdichtete Munch das Motiv aus Eifersucht noch weiter. Es sind nun lediglich die Köpfe der beteiligten Personen zu sehen, ein Frauenkopf sowie ein alter und ein junger Männerkopf. Munch setzte das Motiv in einem zwischen 1898 und 1900 entstandenen Gemälde, in einem Mezzotinto von 1902 und einem Holzschnitt von 1913 um. Schon mit Melancholie hatte Munch zwischen 1891 und 1896 in mehreren Gemälden das Thema eines Dreiecksverhältnisses gestaltet. Das Liebespaar ist hier allerdings auf die weit entfernte Perspektive eines Bootssteges gerückt. Das Motiv trug den Alternativtitel Eifersucht. Auch Roter Wilder Wein aus den Jahren 1898–1900 wurde als Version des Eifersucht-Motivs gewertet. Wieder befindet sich eine Stanisław-Przybyszewski-Figur im Vordergrund, dieses Mal tatsächlich mit grün gefärbtem Gesicht.

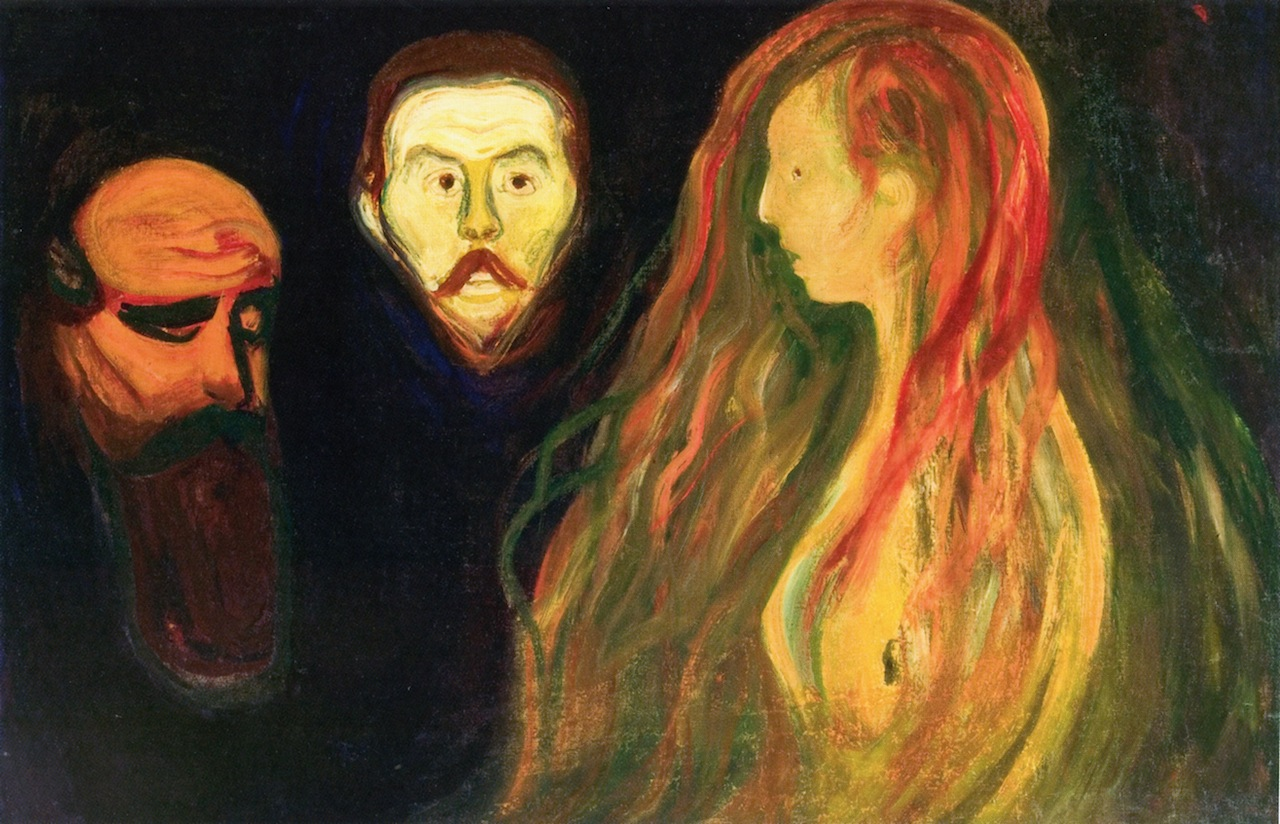
Tragödie, 1898–1900, 78,1 × 119,3 cm, Minneapolis Institute of Art
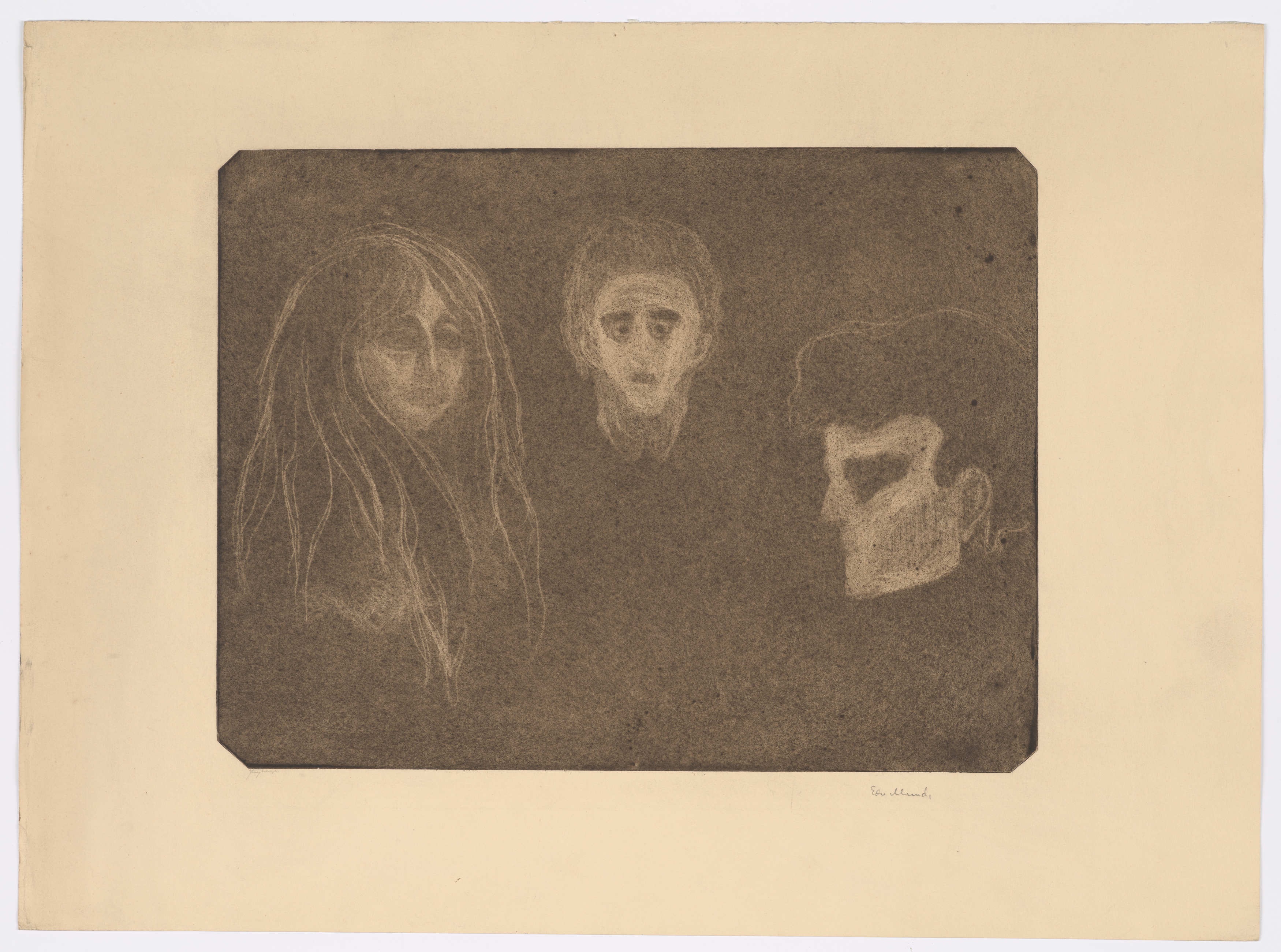
Drei Gesichter. Tragödie, Radierung, 1902, 30,0 × 39,4 cm, Munch-Museum Oslo
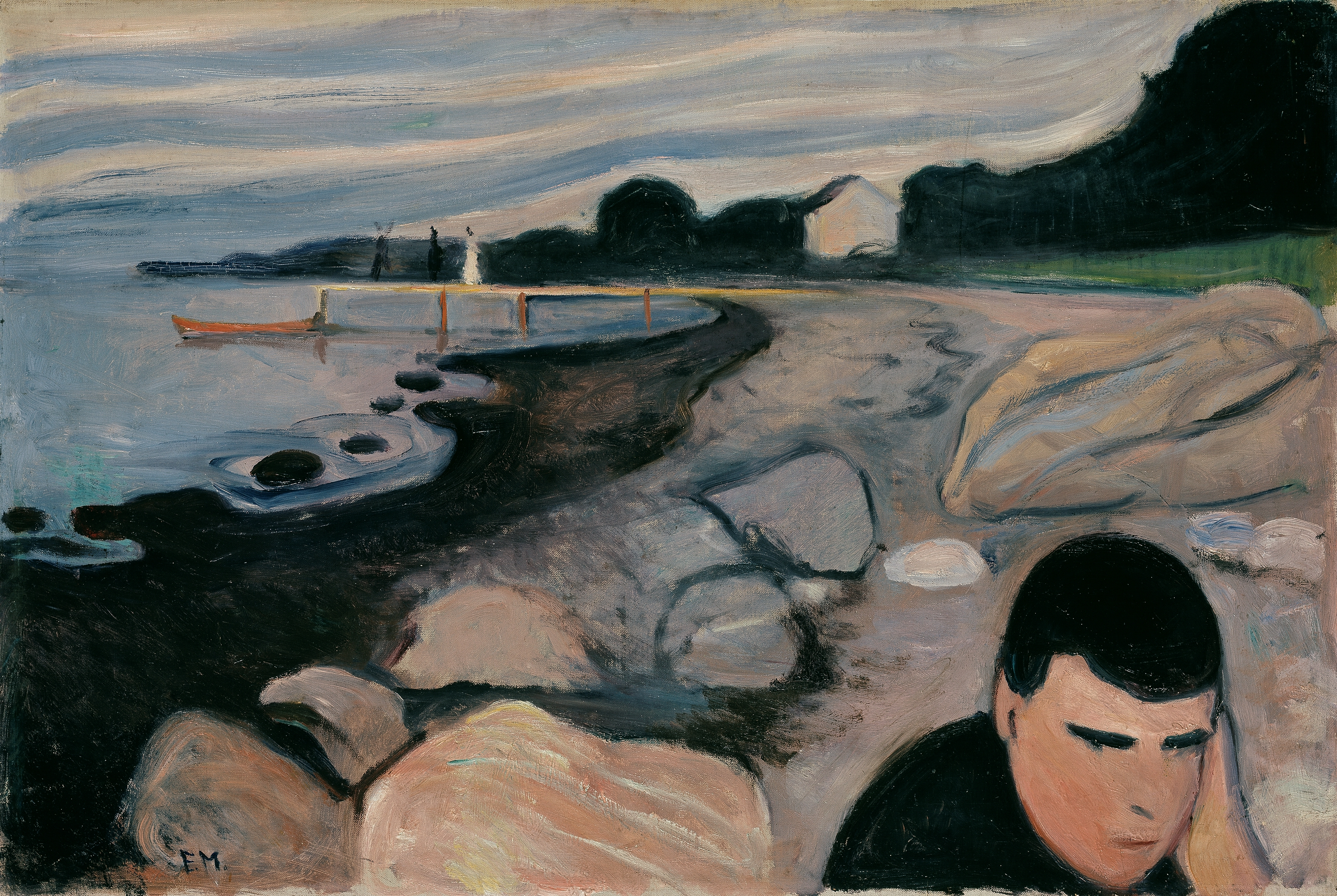
Melancholie, 1892 64 × 96 cm, Norwegische Nationalgalerie Oslo
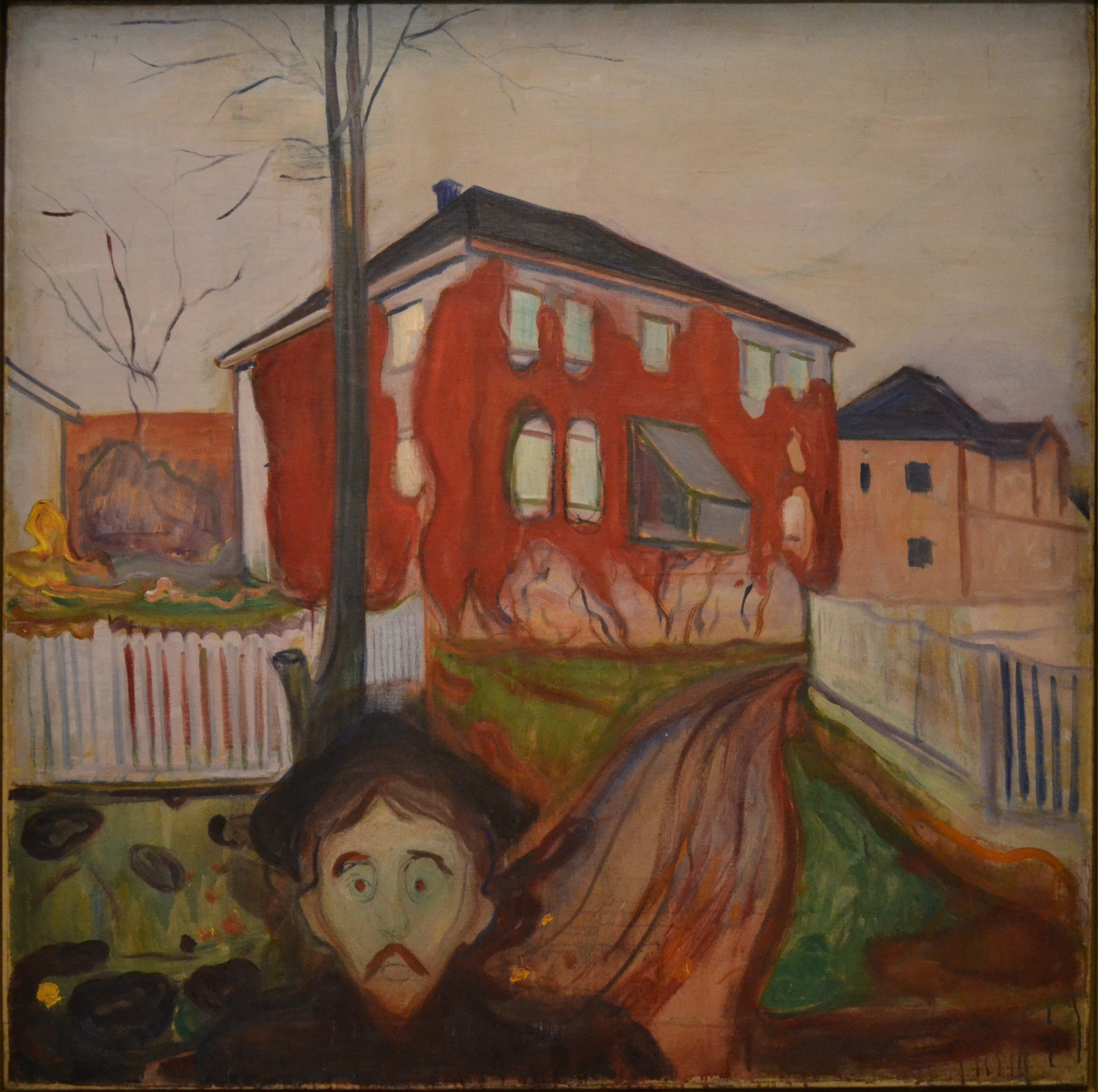
Roter Wilder Wein, 1898–1900, 119,5 × 121 cm, Munch-Museum Oslo